# Новенька (телесеріал, Україна)
«Новенька» — український молодіжний мелодраматичний телесеріал з елементами детективу. Серіал виробництва студії «Film.UA».
Прем'єра телесеріалу відбулася на «Новому каналі» 26 листопада 2019 року.

## Сюжет
Віра — дівчина-старшокласниця з бідної сім'ї. Щоб допомогти брату вона погоджується на таємне завдання від поліції, її переводять навчатися до елітної, найкращої школи Києва VIVAT. Поліцейський підозрює найпопулярнішого учня школи у торгівлі наркотиками. Віра повинна стежити за лідером класу — Романом та доповідати про все старшому лейтенанту Лисенку. Дівчина відразу ж опиняється в центрі заплутаної детективної інтриги і шкільних конфліктів. Вона мала розповідати все що тільки дізнається про Романа, але серце каже, що вірить йому і тому захищає. Саме тоді дівчина зустріла перше неймовірно сильне кохання, поштовхом до якого стала музика. Попереду їх чекає багато перешкод, які вони пройдуть разом. Музика може споріднити людей набагато сильніше ніж гроші і кохання. Адже тільки разом можна дійти до спільної мрії, чи не так?

## У ролях
| Актор                | Роль                       |
| -------------------- | -------------------------- |
| Анастасія Нестеренко | Віра                       |
| Єгор Козлов          | Роман Журавський           |
| Євгеній Лісничий     | Ден                        |
| Ярослав Шахторін     | Свят                       |
| Катерина Дичка       | Гала                       |
| Ірина Макарова       | Лара                       |
| Анна Тихомирова      | Анна-Марія                 |
| Захар Шадрін         | Вадим                      |
| Ольга Неженець       | Ілона Максимівна Журавська |
| Ярослав Шиндер       | Анатолій Огнієвський       |
| Олександра Люта      | Ореста Петрівна Кофлер     |
| Максим Девізоров     | Влад                       |
| Анна Мороз           | Ірина Ващенко              |
| Вероніка Лук'яненко  | Сестра Свята               |
| Дмитро Бурма         | Олег                       |
| Владислав Гончаров   | Охоронець                  |
| Андрій Нестеренко    | Брат Віри                  |
| Ангеліна Самчик      | Агата Проценко             |

## Виробництво
Зйомки телесеріалу проходили влітку та восени 2019 року. Старшокласників в серіалі грають молоді актори, студенти театральних вузів. Одну з головних ролей зіграла Анна Тихомирова, учасниця «Супермодель по-українськи 3». Кастинги тривали близько півроку.
|                                            | Ми створюємо сміливу і яскраву історію, в якій вирують пристрасті і відбувається багато подій. Кохання, дружба, пошуки себе і того, що насправді хоче твоє серце. Команда проекту – неймовірно талановиті і дуже круті профі. Ми прагнемо створити серіал, який із задоволенням будуть дивитися і молоді глядачі, і їхні батьки. |
| — розповіла шоуранер серіалу Юлія Міщенко. | |

### Саундтрек
Пісні MELOVIN з альбому «Octopus», а саме українські версії англомовних треків, стали саундтреками. Голосом MELOVIN заспіває головний герой Роман, який грає у гурті «Банда», а трек «Вітрила» артист виконав разом з актрисою, що грає Віру, Анастасією Нестеренко.

## Трансляції серіалу
Прем'єра телесеріалу відбулася на телеканалі «Новий канал» 25 листопада 2019 року., а вже наступного дня перша серія стаав доступною на YouTube і проєкті «Телепортал». 11 грудня 2019 року Film.ua Group повідомив, що «Новенька» вийде на платформі Amazon на початку 2020 року.

## Список серій
| Сезон | Серія | Опис серії | Дата прем'єри     |
| ----- | ----- | --- | ----------------- |
| 1.    | 1.    | Життя дівчини Віри з бідної родини кардинально змінюється. Її брат Богдан зв'язався з поганою компанією та потрапив у поліцію. Хлопця підставили: тепер йому загрожує суд та вирок за поширення заборонених речовин. Слідчий пропонує Вірі угоду. Щоб витягнути брата, вона має перейти вчитися до Vivat — найелітнішої школи міста. Погоджуючись, героїня не уявляла, що зовсім скоро їй доведеться обирати між першим коханням та обов'язком. | 26 листопада 2019 |
| 1.    | 2.    | Віра зіткнулася із новими випробуваннями. Сьогодні вона вперше прийшла до нової школи та познайомилася з однокласниками. Ровесники з багатих сімей сприймають дівчину з бідної родини, як білу ворону. Вони влаштовують для неї «теплий» прийом. Слідчий не може поговорити з учителем математики. Стан головного свідка вкрай тяжкий, і лікарі не роблять жодних прогнозів. У Лисенка з'являється зачіпка — медальйон, який виявили у руці постраждалого після падіння. Чоловік зустрічає Віру після школи та дає завдання: знайти власника прикраси. Новенька хоче якнайшвидше врятувати брата. Вона бачить на однокласнику такий самий медальйон і негайно викликає поліцію. | 26 листопада 2019 |
| 1.    | 3.    | Віра знову має виконати доручення слідчого. Лисенко припускає, що в елітній школі може бути лабораторія з виготовлення заборонених речовин. Щоб перевірити цей здогад, вночі Віра пробирається до будівлі та фотографує все, що знаходиться у кабінеті хімії. Проте саме у цей час охоронець школи починає перевіряти класи. Вранці завуч повідомляє директору школи Vivat, що у спортзалі розбили вікна, а з кабінету хімії зникла повна пляшка із сірчаною кислотою. На цьому проблеми не закінчуються. На уроці лаборантці Надії Василівні стає погано — і вона непритомніє.                                                                                                 | 26 листопада 2019 |
| 1.    | 4.    | У Vivat'і знову відбувається надзвичайна подія. Прямо перед входом до школи невідомі заштовхують вчительку математики в автомобіль та їдуть. Свідком події стала Віра. Дівчина встигла запам'ятати номер машини, на ньому було написано «Банда». Однокласники розповідають новенькій, що це машина Роми. Дівчина не вірить, що хлопець, який учора допоміг урятувати її брата, здатний на такий вчинок. Тому вона починає шукати йому виправдання. У слідчого Лисенка також немає підстав для затримання школяра. Він забирає автомобіль хлопця на експертизу, щоби підтвердити невинність.                                                                                     | 26 листопада 2019 |
| 1.    | 5.    | Сюжет серіалу знову зводить разом Віру та Рому. Після вчорашньої вечірки хлопець знайшов удома кулон Віри, але самої дівчини не бачив. Перед школою слідчий Лисенко наздоганяє новеньку. Вчора дівчина провалила завдання та зіпсувала дорогу техніку. Щоб згладити провину, Віра погоджується допомогти знайти того, хто хотів насолити Роману. Також Лисенко відправляє дівчину брати участь у конкурсі «Королева школи». Він уже вніс за неї заставу — і тепер героїні нема куди подітися. | 6 грудня 2019     |
| 1.    | 6.    | Анна-Марія продовжує шукати компромат на новеньку. У кабінеті директора вона знаходить особисту справу Віри Корбут та перевіряє інформацію. У Києві немає вулиці, вказаної в анкеті, а контактний телефон батьків — номер поліцейської дільниці. Перед школою Лисенко зустрічає Віру. У слідчого для дівчини нове завдання, їй потрібно взяти відбитки пальців Журавського. Їх терміново треба відправити на експертизу, щоби підтвердити невинність хлопця у викраденні вчительки. | 6 грудня 2019     |
| 1.    | 7.    | Сюжет серіалу знову об'єднує родину Остапчук разом. Батька нарешті виписали з лікарні, і в честь цієї події Богдан та Віра влаштовують святкову вечерю. Але сімейне щастя тривало недовго. Богдан, намагаючись знайти злочинця, який його підставив, переходить дорогу дуже серйозним людям. Тим часом слідчий Лисенко має непросте завдання: або відкопати вагомий компромат на Журавського, або позбутися погонів. | 6 грудня 2019     |
| 1.    | 8.    | Віра приїжджає в гості до Роми та зізнається, що її справжнє прізвище Остапчук, але Журавському на це байдуже. Йому важливо, щоб дівчина була поруч та надихала на творчість, а також завжди вірила йому. Рома хоче показати продюсеру авторську пісню Віри. Він упевнений, що це принесе успіх і славу, і той захоче зайнятися розкручуванням їхньої групи. Також хлопець має намір взяти новеньку до його музичного колективу, адже у дівчини дуже гарний голос, але друзям Романа ця ідея не подобається. | 6 грудня 2019     |
| 1.    | 9.    | Рома з головою занурюється у музику. Гра на гітарі та спів роблять хлопця по-справжньому щасливим, і у нього ніби виростають крила. Рома хоче представити продюсеру пісню Віри, тож запрошує дівчину до своєї домашньої студії для запису демоверсії. З Корбут і Журавського виходить чудовий дует — їхня пісня припадає до душі продюсеру. Він запрошує Рому виступити на вечірці для молодих виконавців, але з однією умовою: на сцену має вийти вся група. | 13 грудня 2019    |
| 1.    | 10.   | Друзі та родичі Агати стурбовані її раптовим зникненням. Наступного дня після прощальної вечірки дівчина мала полетіти до родичів у США, але раптово зникла. Її батьки сподіваються, що зустріч із колишнім хлопцем дочки Деном допоможе роз'яснити ситуацію. | 13 грудня 2019    |
| 1.    | 11.   | Ден і Свят вирішують помиритися з Ромою та погодитися, щоб Віра виступала разом із Бандою. Але Журавському не до друзів. Він поспішає до лікарні до матері, яка потрапила у серйозну аварію. В автомобілі не спрацювали гальма. Від слідчого Лисенка Рома дізнається, що їх було спеціально пошкоджено. | 13 грудня 2019    |
| 1.    | 12.   | Брат Віри та вчитель математики хочуть розповісти поліції дещо важливе. Але коли Лисенко до них приїжджає, вони обидва відмовляються від надання свідчень. Що їх злякало та зупинило? Віра передала Дену записку від Агати. У ній дівчина призначає зустріч у шкільному підвалі. Ден і Свят не можуть повірити, що цей лист справді написала Агата, адже дівчина безслідно зникла і перебуває у розшуку правоохоронних органів у всьому світі. Щоб у цьому остаточно переконатись, хлопці вирішують прийти у призначене місце. | 13 грудня 2019    |
| 1.    | 13.   | Ромі дзвонить продюсер і запрошує на зустріч. Він хоче, щоб гурт Журавського виступив на концерті молодих виконавців. Чи вдасться Ромі зібрати друзів і умовити нову заспівати з ними? Віра дізнається про ще одну неприємну новину: Олег потрапив до лікарні з численними травмами. Дівчина негайно їде до колишнього, щоб підтримати його та домовитися про операцію. | 20 грудня 2019    |
| 1.    | 14.   | Агата ховається у будинку Дена. Сам він не радий новій гості, тому що боїться, що його дівчина Лара дізнається, що він допомагає колишній й дуже розсердиться. Віра раптово зникла і не відповідає на дзвінки Роми. Він не знаходить собі місця і дуже хоче повідомити їй, що ввечері їх гурт виступає на концерті молодих виконавців. Це прослуховування організовує продюсер, який готовий взятися за розкручування перспективної групи. | 20 грудня 2019    |
| 1.    | 15.   | Петро Петрович повертається до школи, щоб написати заяву на звільнення. Своє рішення вчитель математики аргументував тим, що він отримав спадщину та переїжджає жити за кордон. Робочий день слідчого перервав несподіваний візит Агати Проценко. Дівчина наважилася дати офіційні свідчення про події, що сталися на прощальній вечірці у школі. | 20 грудня 2019    |
| 1.    | 16.   | Журавського затримує поліція. Лисенко разом із оперативною групою проводить обшук у його будинку, але їх перериває несподіваний візит Ігоря Валентиновича. Ден приходить до школи, щоб забрати документи та попрощатися з однокласниками та друзями. Хлопець відлітає з батьками до Америки, але найбільше його непокоїть майбутня розмова з Ларою. | 20 грудня 2019    |
| 1.    | 17.   | Серія присвячена подіям річної давності. Коли Віра Остапчук навчалася у звичайній школі та працювала офіціанткою у ресторані, її родина переживала фінансові труднощі. Ці проблеми були на руку тим, кому вигідно скористатися становищем Віриних рідних. Виявляється, Богдана підставили навмисно. Але хто й навіщо? У серії також розкриється ще одна таємниця: чому Ореста, водій Журавських, настільки віддана сім'ї? Яку вигоду вона має зі своєї роботи? І що пов'язує жінку та директора Vivat'у? | 27 грудня 2019    |
| 1.    | 18.   | Денис не хоче летіти в Америку, коли його найкращий друг у небезпеці, але Гала та Лара переконують, що з Ромою все буде добре. Вони вважають, що Дену не потрібно відмовлятися від переїзду, адже попереду його чекає нове життя. У відділенні поліції Віра домагається від слідчих зустрічі із Журавським. Вона зізнається Ромі, що насправді не та, за кого себе видає. Дівчина розповідає, що її справжнє прізвище Остапчук і весь цей час вона стежила за ним. Як Рома відреагує на правду? | 27 грудня 2019    |
| 1.    | 19.   | Рома з головою зайнявся репетиціями, щоб хоч якось відволіктися від сумних думок. Хлопець не може змиритися з тим, що Віра виявилася не тією людиною, якою він її собі уявляв. У Vivat'і усі готуються до баскетбольного турніру. Це дуже важлива подія, на якій будуть присутні інвестори та спонсори, які оберуть нового директора школи. Щоб підтримати своїх хлопців, Лара, Гала та Віра підготували запальний виступ. | 27 грудня 2019    |
| 1.    | 20.   | Віра радіє, що перевелася до старої школи і повернулася до колишнього життя. Дівчина зрозуміла, наскільки сильно любить свого батька та брата. Тепер у їхній родині панують порозуміння та теплі стосунки. Але щоб повністю почуватися щасливою, Вірі потрібно реалізувати свою мрію та успішно виступити в талант-шоу. Чи вдасться Банді проявити себе у серйозному шоу-бізнесі? Журавський приготував Вірі сюрприз. Хлопець нарешті розібрався у своїх почуттях і має намір зробити їй пропозицію. Та чи погодиться дівчина пов'язати свою долю з Ромою? | 27 грудня 2019    |

## Російське багатоголосе закадрове озвучення
Серіал було озвучено російським багатоголосим закадровим озвученням й озвучений українськими акторами на студії «Так Треба Продакшн» на замовлення телеканалу «FilmUADrama» у 2020 році. Ролі озвучували: Олександр Шевчук, Кирило Татарченко, Тетяна Руда і Ганна Соболєва.